# IDCEE

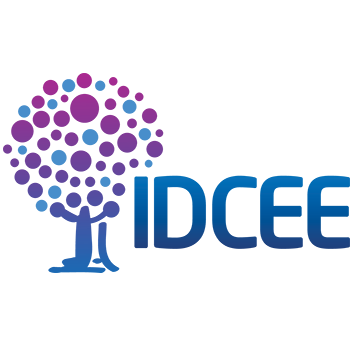
Logo IDCEE

IDCEE (англ. Investor's Day Central and Eastern Europe — Час Інвестора Центральної і Східної Європи) — щорічна конференція з інтернет-технологій та інновацій у Києві, на якій водночас збираються розробники, підприємці, інвестори та керівники міжнародних IT компаній. Вперше проведена 2010 року.

## 8-та конференція, 2017
15 липня 2017 року в Одесі пройшла восьма конференція.

## 5-та конференція, 2014

### Анонс
Дата — 9—10 жовтня 2014 року.

Місце — Київ, Україна. Національний спортивний комплекс «Олімпійський».

Цільова аудиторія — підприємці, інвестори, стартапи, лідери IТ-компаній, гіки і блогери

Девізи — «IDCEE — ваша точка входу на ринки Центрально-Східної Європи, що розвиваються». «IDCEE — ідеї мають значення».

Вартість квитка: UAH 2 086 — UAH 5 586 (залежить від типу участі у конференції і завчасності придбання)

### Спікери
Авірам Айзенберг (Засновник і CEO Ignite),
Ула Альварссон (Голова Keynote Media Group),
Дерек Андерсон (Виконавчий директор компанії invisibleCRM),
Олексій Анікін (Президент Global Technology Foundation),
Артем Афян (Керуючий партнер Юскутум),
Міа Біберович (Виконавчий редактор Netokracija),
Павло Богданов (Генеральний партнер Almaz Capital Partners),
Міхал Борковський (Генеральний директор компанії Brainly),
Ніколя Брус (Старший директор розробки компанії TubeMogul),
Евелін Бучацький (Керуючий партнер Eastlabs),
Мартін Вебер (Генеральний партнер Holtzbrinck Ventures),
Йорам Вейнгарден (Засновник і СЕО компанії Dealroom),
Олександр Галицький (Керуючий партнер Almaz Capital),
Анхел Гарсіа (Рівас Партнер-засновник Startupbootcamp),
Бас Годска (Засновник Acrobator),
Крістіан Граггабер (Керівник он-лайн видавництва Burda),
Девід Греко (Технічний директор компанії Eligotech),
Олександр Грибенко (Операційний директор компанії і директор з розвитку продуктів «ЛІГА: ЗАКОН»),
Фабріс Гринда (Співзасновник OLX),
Стефано Гуідотті (CEO компанії U-Start),
Денис Гурський (Засновник компанії SocialBoost),
Томаш Данис (Інвестиційний партнер MCI Management),
Олександр Данченко (Генеральний директор ПрАТ «Датагруп»),
Рафаель де Аро (Партнер Variv Capital),
Петро Жас (Генеральний директор CEE компанії BlaBlaCar),
Бахром Ібрагімов (Інвестеційна команда EBRD),
Макс Іщенко (Творець і керівник проекту DOU.ua і Djinni.co),
Стефан Каср (Старший віце-президент Elance-oDesk),
Алан Каффі (Засновник & керуючий партнер Ventech Capital),
Майкл Кент (Генеральний директор і засновник компанії Azimo),
Катерина Костерева (Керуючий партнер групи компаній Terrasoft),
Віктор Кривенко (Глава Technopolis),
Олексій Лазоренко (Регіональний менеджер в Росії і Україні компанії BlaBlaCar),
Влодек Ласковскі (Партнер Nomad Fund),
Ілля Лаурс (Засновник і глава правління GetJar),
Стівен Легвіллон (Засновник і CEO La Belle Assiette),
Хосе Марін (Співзасновник і співуправляючийIG Expansion),
Вітторіо Маурі (Регіональний менеджер U-Start в Італії),
Андреас Отто (Директор з інвестицій SevenVentures),
Роман Прокоф'єв (Співзасновник Jooble),
Індрек Ребаєм (Технічний директор Buildit Hardware Accelerator),
Ярослав Ромашко (Співзасновник і операціональні директор Carrot),
Ігор Семенов (Венчурний партнерТА Venture),
Джем Сертоглу (Партнер Earlybird Venture Capital),
Руслан Синицький (Технічний директор і засновник Jelastic),
Євген Сисоєв (Керуючий партнер AVentures Capital),
Роман Сімонов (Керуючий директор Russia Partners & Russia Partners Technology Fund),
Алеш Спетік (CEO та співзасновник CubeSensors),
Кит Тир (Засновник компанії Archimedes Labs, генеральний директор компанії Chat Center),
Вікторія Тігіпко (Керуючий директор TA Venture),
Олександр Тонніссон (Генеральний директор Buildit),
Олександр Туркот (Керуючий партнер і засновник Maxfield Capital Partners),
Гарі Уайтхілл (Засновник компанії BURST і Entrepreneur Week),
Олена Фланаган-Ейстер (Генеральний директор Depositphotos),
Флоріан Хайнеманн (Співзасновник, MD компанії Project A Ventures),
Бред Хувер (Виконавчий директор Grammarly),
Кирило Цеховал (Регіональний директор (Росія, СНД) компанії Intel Capital),
Віктор Цикунов (Директор департаменту стратегічних технологій у Майкрософт Україна),
Дмитро Чихачев (Керуючий партнер Runa Capital),
Лімор Швайцер (Виконавчий директор RoboSavvy і Franky the Robot),
Флоріан Швайцер (Співзасновник b-to-v Partners),
Ігор Шойфот (Інвестор в TMT Investments).

### Компанії
Acrobator.com, Azimo, Concepter, Digifly, DOU.ua, Drone.ua, Getjar, Intelclinic, Microsoft, OLX Inc., Terrasoft

### Венчурні фонди
Almaz Capital, AVentures Capital, b-to-v, Bright Capital, Earlybird Venture Capital, e.ventures, Frontier Ventures, Global Technology Foundation, IG Expansion, Indigo Capital Partners, Intel Capital, IT-Online Venture, Mangrove Capital Partners, MCI Management, Project A Ventures, Runa Capital, Russia Partners, TA Venture, Ventech.

### Інкубатори/Акселератори
Eastlabs, Startupbootcamp

### Конкурс стартапів
Організатори Конференції підбирають 150 стартапів. Судді Конкурсу стартапів відбирають для Алеї стартапів 30 найкращих.
Із ТОП-30 — 12 півфіналістів мають змогу представити свій стартап на Головній сцені всім учасникам IDCEE. Із 12 півфіналістів журі відбирає 3 переможців, які отримають грошові призи (перше місце — € 15,000; друге місце — € 10,000; третє місце — € 5,000).

### Спеціальні нагороди
Окремо від Конкурсу стартапів.
- Нагорода «Найкращий інтерактивний стартап» від Bigmir.net — переможець стане володарем рекламної кампанії від Bigmir.net вартістю 100 тисяч грн.
- Номінація від Microsoft Ukraine — «Найкращий захмарний стартап» — переможець отримає підписку BizSpark Plus — 60 000 $ на використання ресурсів Microsoft Azure протягом року.
- Хакатон (марафон програмування) — 28 годин з розробки соціально-значущих інтернет додатків і сервісів. Переможець змагання отримує премію на реалізацію проекту в розмірі 100 000 грн від видавця журналу «Фокус» Бориса Кауфмана. Хакатон соціального підприємництва організований спільно з SocialBoost.
- Стартап тостер — формат являє собою дуже короткі пітчі — 2 хв на пітч і близько 7 хв на запитання й відповіді. Команда-переможець отримує нагороду: пітчити 12 або 13 листопада на The Balkan Venture Forum в Новій Гориці (Словенія).

## 4-та конференція, 2013
З 10 по 11 жовтня 2013 року у Києві проходила четверта конференція. Популярність IDCEE зростає у геометричній прогресії.
З новинок IDCEE 2013 варто також відзначити спеціальну Панельну дискусію, присвячену одній з країн, які найбільш стрімко розвиваються у сфері ІТ та підприємництва, Бразилії (Brazil Panel). Також, у 2013 році буде представлено Технологічну сцену (Tech Stage), яка має на меті зібрати провідних девелоперів, блоггерів, хакерів і технічних спеціалістів.

## 3-тя конференція, 2012
На конференції відбувається конкурс стартапів. У 2012 році переможцями стали такі три стартапи:
- Kuznech (Росія)— технологія індексування та пошуку по мільярдам зображень онлайн
- Flocktory (Росія) — термінал з набором сервісів, що дозволяють компаніям працювати та взаємодіяти зі своїми клієнтами через соціальні мережі, інтерфейс для мотивації клієнтів компанії на повторну покупку та залучення своїх друзів
- realPad (Чехія) — додаток для iPad, створений для агентів нерухомості, що дозволяє надсилати данні про помешкання на пошту клієнта, забезпечує віртуальні презентації квартир, онлайн-трансляцію з місця побудови, галерею фото, інтерактивні планування квартир, що дозволяє швидко обрати приміщення

Переможці отримали призи від от 5 до 15 тис. євро.
Нагадаємо, що 2012 року IDCEE відвідало більше 2200 учасників з 45 країн, понад 70 видатних спікерів, представників більше 50 венчурних фондів і компаній, а також 170 команд стартап-підприємців з країн Східної та Західної Європи та США. Свої проекти молоді розробники могли презентувати представникам таких відомих фондів як Bessemer Venture Partners, B-to-v Partners, Earlybird Venture Capital, eVentures Russia, Fast Lane Ventures, Intel Capital, Almaz Capital Partners, Kae Capital, Project A Ventures, Mangrove Capital Partners, Runa Capital, DN Capital, Seedcamp, TA Venture та ін. Під управлінням цих фондів знаходиться більше $ 30 млрд.
На IDCEE 2012 ділилися своїми знаннями та досвідом Едріан Хенні (East-West Digital News), Йоахім Шосс (глобальний інвестор), Анупам Мітталь (People Group), Шахар Вайсер (GetTaxi), Марко Родзінек (NOAH Advisors), Маргарет Імберт (Venture Village), Олів'є Фешероль (Viadeo), Раджеш Савхні (GSF Accelerator, 8888.com), Даміан Перілла (PayPal), Дмитро Ставіцький (Evernote), Фабріс Грінда (OLX) і багато інших.

## 2-га конференція, 2011
На конференції відбувся конкурс стартапів. Серед учасників конференції — французькі, бельгійські, англійські і навіть американські стартапи. У 2011 році переможцями стали такі три стартапи.
- MixGar (Угорщина) — проект, який генерує плейлисти, враховуючи персональні інтереси, та дозволяє людям слухати музику, яка їм подобається, наприклад, у барі чи на музичних фестивалях
- QuoteRoller (Білорусь) — система документообігу з можливістю підпису документів у онлайні.
- SpeakToIt (Росія) — віртуальний помічник для смартфонів, який на звичайній мові спілкується, відповідає на запитання, виконує задачи, нотифікує події.

Переможці отримали призи від от 1 до 6 тис. євро, а також отримали запрошення узяти участь у найбільших міжнародних зустрічах IT команд The Next Web, SeedCamp и TechCrunch Disrupt.
На жаль, у 2011 році жоден з українських проектів не зайняв призових місць на IDCEE.
Ще до початку конференції свою участь у ній підтвердили 2000 доповідачів з 29 країн світу. Це засвідчило, що IDCEE 2011 була однією з ключових конференцій 2011 року у сфері високих технологій Центральної та Східної Європи.